# 이재숙 (국악인)
이재숙(李在淑, 1941년 ~ )은 대한민국의 가야금 연주가이다. 서울대학교 명예교수 및 대한민국 예술원 회원. 가야금 산조 여섯바탕을 최초로 채보 및 출간하였다.

## 생애
서울에서 태어나 김병호, 김죽파,  성금연, 함동정월, 황병기 등 당대 명인에게 가야금 산조를 배웠다. 서울대학교 입학당시는 성악과 지망생이었으나 국악과 1기로 가야금 전공을 했다. 1967년 서울대학교 대학원 졸업 후 서울대학교 교수(전임강사) 에 최연소 임명되었다. 서울시 국악관현악단에 초대 악장을 역임 했으며, 현 아시아금교류회 회장, 한국 가야금연주가 협회 회장이다. 전통 가야금의 근대적 전수 뿐 아니라 가야금 창작음악 확대에 큰 기여를 했다. 가야금 연주자 테라한(Terra Han)의 스승이다.

## 음악
가야금 명인에게 직접 사사 받아 성금연, 김죽파, 최옥삼, 강태홍, 김윤덕, 김병호류를 최초로 채보 및 발간하였다.
2007년 국가무형문화재 제23호 가야금 병창 및 산조를 집대성해 가야금산조 여섯바탕전집을 출판하였다.
가야금 연주자로서 가야금 정악, 민속악 산조, 창작곡으로 구성된 서양식 제도를 도입한 가야금 최초의 독주회 기틀을 마련했을 뿐 아니라 이강덕의 가야금 협주곡 1번, 이성천의 가야금 독주곡 놀이터, 21현 가야금 독주곡 등을 모두 초연해 가야금 창작음악의 확대에 큰 기여를 했다.
서울대학교 국악과 교수에 최연소로 임용되어 수많은 제자를 배출 하였으며 곽은아, 김일륜, 성애순, 이지영, 지애리, 테라한 등이 있다.
국내 정상급 연주자 및 교수진들과 함께 아시아금교류회를 창단해 중국, 일본, 베트남 등 아시아 각지의 전통 연주자들과 협연 및 교류하여 국제 음악 및 문화 교류에 큰 기여를 하였다. 미국 하와이대학교 객원교수, 영국 캠브리지 대학교 초청교수를 역임 하며 한국음악 및 가야금 강좌, 가야금 산조 녹음 및 음반 출반, 영문 서적 작업 및 출판을 통해 한국음악과 가야금을 알렸다. 

## 저서 및 음반
- 가야금 산조 여섯바탕전 (음반 및 책)
- 국악반주법 (책)
- 성금연류 가야금 산조 채보
- 김죽파류 가야금 산조 채보

## 경력
- 한양대학교 석좌교수
- 서울대학교 명예교수
- ~2004 서울대학교 음악대학 교수
- 2004 ~ 대한민국예술원 회원
- 1999 ~ 2009 서울시 문화재위원회 위원
- 1996.01 ~ 1996.06 미국 하와이대학교 객원교수
- 1994 ~ 아시아금교류회 회장
- 1991 ~ 2005 한국국악학회 부회장
- 1982 한국국악회 이사
- 1979.03 ~ 1979.09 영국 켐브리지대학교 초청교수
- 1974 ~ 1975 서울시립국악관현악단 단장
- 서울대학교 음악대학 부교수
- 서울대학교 음악대학 조교수
- 1967 서울대학교 음악대학 전임강사

## 학력
- ~ 1965 서울대학교 대학원 국악이론 석사
- ~ 1963 서울대학교 가야금 학사

## 수상
- 2017 제24회 방일영국악상
- 2015 보관문화훈장
- 2010 제59회 서울시 문화상 국악분야
- 2006 홍조근정훈장
- 2001 한국방송대상 국악인상
- 1971 한국문화대상 국악부문 특별상
- 1968 한국문화대상 국악부문 기악상
- 1967 대한민국 국악상

## 같이 보기
- 테라한 (한테라, Terra Han)
- 가야금 산조